# Палиашвили, Иван Петрович
Иван Петрович Палиашвили (1 октября 1868 года, Кутаиси — 7 марта 1934 года, Тбилиси) — грузинский дирижёр, пианист, органист. На русской сцене был известен как Иван Палиев. Народный артист Грузинской ССР (1924).

## Биография
Родился в семье певчего церковного хора. В этой семье 6 из 18 детей стали профессиональными музыкантами.

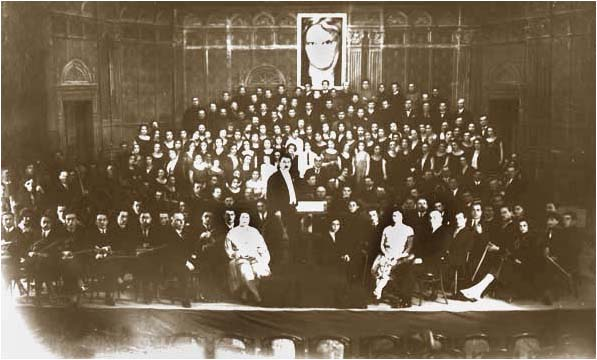
Первое исполнение 9-й симфонии Бетховена в Тбилиси. Дирижер — Иван Палиашвили — 1927, 4 апреля

Выпускник Петербургской консерватории (по классу композиции у Николая Римского-Корсакова и по классу дирижирования у В. И. Сука).
Работал в провинциальных театрах Перми, Харькова и Одессы. Был органистом в грузинской католической церкви в Тбилиси. В 1888 году он и его брат, Захария Палиашвили, пели с Владимиром Aгниашвили в этнографическом ансамбле.
Начинал в опере «Грузинский театр».
В 1892 году он был приглашён в качестве дирижёра «Музыкального круга» (Фёдор Шаляпин участвовал в его выступлениях).
С 1922 по 1934 год — музыкальный руководитель грузинской оперы в Тифлисе. Подготовил премьеру опер своего брата «Сумерки» (Тбилиси, 19 декабря 1923 года) и «Латавра» (Тбилиси, 16 марта 1928 года).
Один из основателей симфонического оркестра «Грузинское общество молодых музыкантов» (1923—1928).
Репертуар Палиашвили включал более 80 опер грузинских, руссийских и зарубежных композиторов. Им впервые в Тбилиси была исполнена Девятая симфония Бетховена. Выступления Палиашвили отличались высоким мастерством и яркими эмоциями.

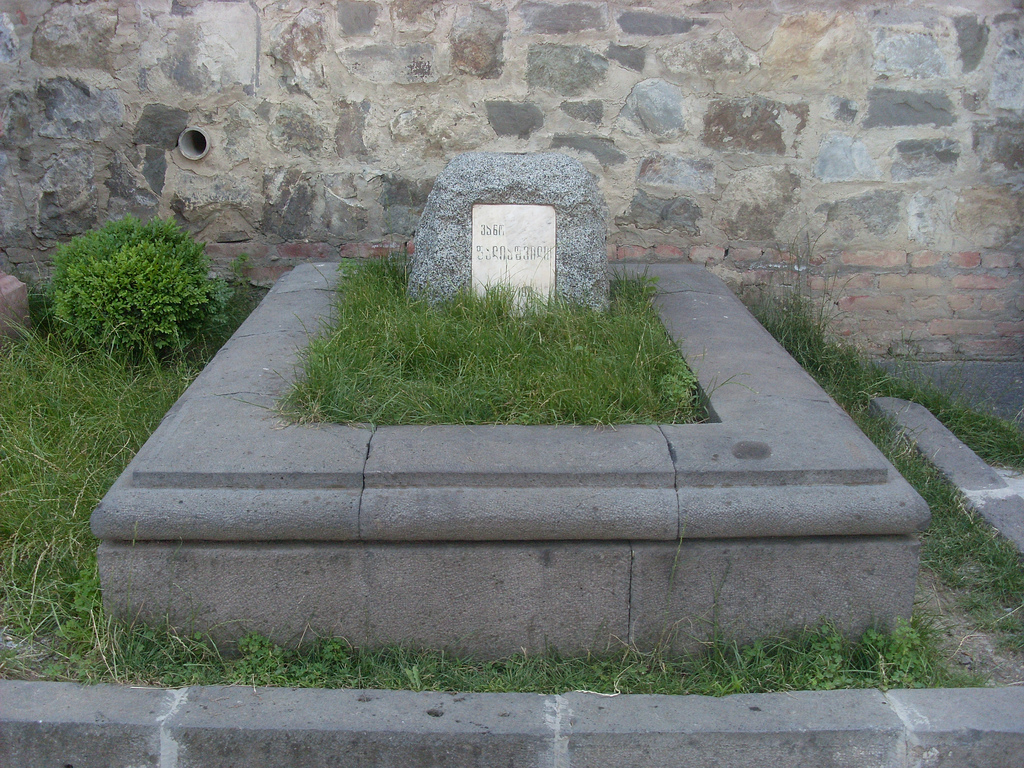
Могила И. Палиашвили

Похоронен в Пантеоне Мтацминда.